# Christina Heinich
Christina Heinich (n. 8 iulie 1949, Leipzig, Zona de ocupație sovietică) este o atletă ce a reprezentat Germania, medaliată olimpică. A participat la o ediție a Jocurilor Olimpice (1972) în care a câștigat medalia de argint în proba de 4x100 m.

## Palmares
| An   | Competiție           | Locație                   | Loc | Eveniment | Note  |
| ---- | -------------------- | ------------------------- | --- | --------- | ----- |
| 1966 | Campionatul European | Budapesta, Ungaria        | 12  | 200 m     | 24,5  |
| 1966 | Campionatul European | Budapesta, Ungaria        | 5   | 4x100 m   | 45,3  |
| 1971 | Campionatul European | Helsinki, Finlanda        | 8   | 200 m     | 23,73 |
| 1972 | Jocurile Olimpice    | München, Germania de Vest | 5   | 200 m     | 22,89 |
| 1972 | Jocurile Olimpice    | München, Germania de Vest | 2   | 4x100 m   | 42,95 |
| 1974 | Campionatul European | Roma, Italia              | 8   | 100 m     | 11,63 |
| 1974 | Campionatul European | Roma, Italia              | 1   | 4x100 m   | 42,51 |